# Krauß-Pyramide
Die Krauß-Pyramide (auch Kraußpyramide und in der DDR-Zeit Schwarzenberger Pyramide) ist eine im Freien aufgestellte Großpyramide in der sächsischen Stadt Schwarzenberg, die in der Advents- und Weihnachtszeit in Betrieb ist. Sie ist im Erzgebirge, der Ursprungsregion der heutigen Form der Weihnachtspyramide, und weltweit die älteste erhaltene und noch betriebene Freiland-Pyramide.

## Vorgeschichte und Bau

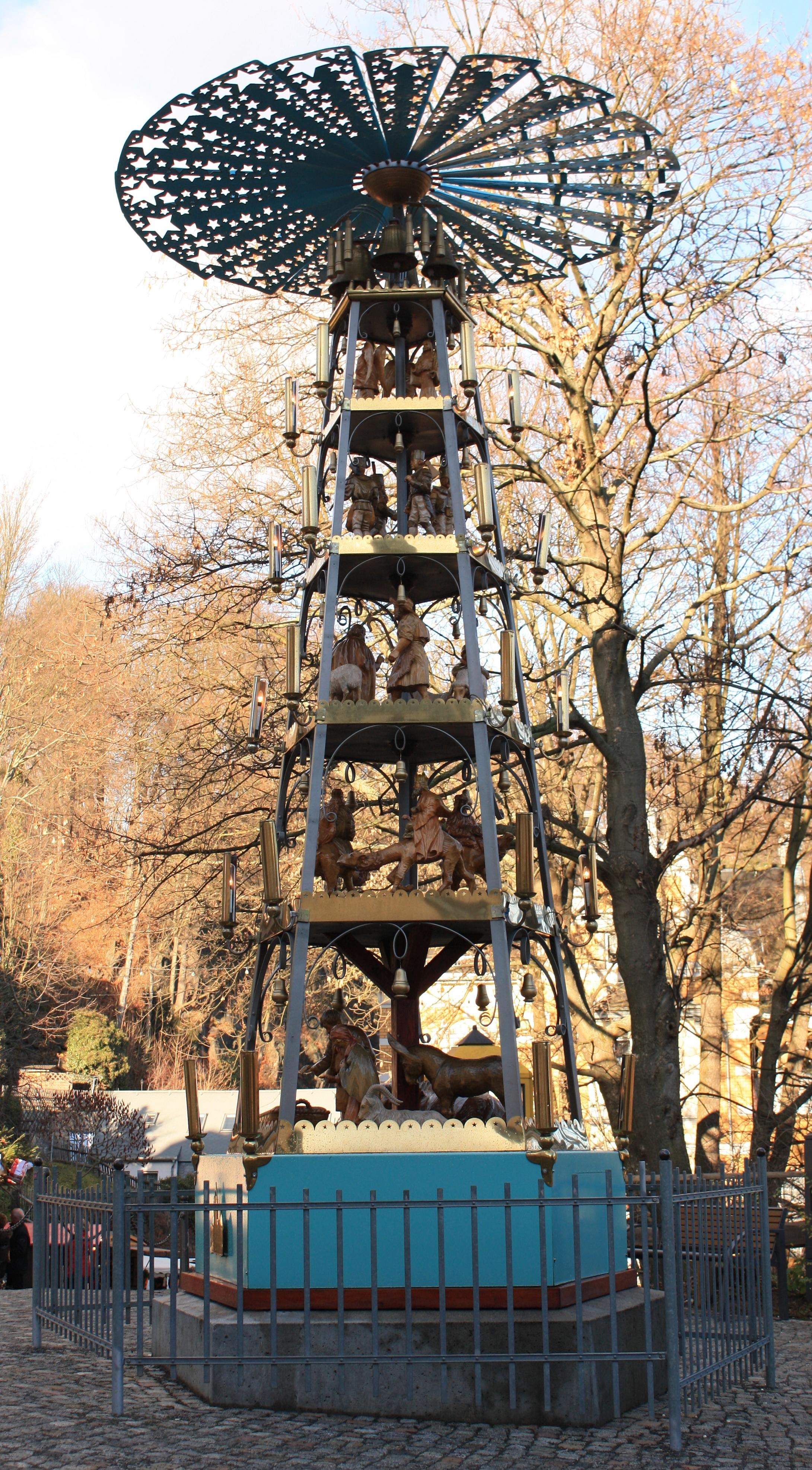
Die Krauß-Pyramide am Standort Vor dem Unteren Tor (2009)

Die Idee zum Bau hatte der Großindustrielle und Förderer der erzgebirgischen Volkskunst Friedrich Emil Krauß. Seine Vorstellung war, eine Pyramide zu bauen „… so groß, daß man sie ins Freie stellen kann, ihr Lichterglanz sich im Schnee und Eis der Landschaft spiegelt, Tausenden zur Freude.“ 1930 ließ er ein Modell der Konstruktion als Basis für den späteren Bau und zahlreiche Modellfiguren schnitzen, die heute in der Dauerausstellung „Perla Castrum – Ein Schloss voller Geschichte“ auf Schloss Schwarzenberg zu sehen sind.
Der Bau des Pyramidengestells samt Flügelrad, Antrieb und Beleuchtung begann 1933 in Gemeinschaftsarbeit der Belegschaft der Kraußwerke und wurde im folgenden Jahr fertiggestellt. Fast alle Originalfiguren fertigte 1933/1934 der Sachsenfelder Werkzeugmacher und Hobbyschnitzer Paul Lang, Schaf und Steinbock stammen aus der Werkstatt von Paul Winkler aus Bermsgrün.

## Konstruktion und Ausgestaltung
Das Pyramidengestell ist eine metallene Stangen-/Stabkonstruktion mit fünf Etagen und diversen Verzierungen. Das Flügelrad mit zwanzig von Sternen durchbrochenen Flügeln hat einen Durchmesser von 3,3 Metern. Es ist über sieben Meter hoch und hat eine Masse von 1,5 Tonnen.
Auf den fünf Etagen sind sakrale und bergmännische Motive dargestellt. Die untere Etage ist feststehend und trägt die Weihnachtskrippe. Auf der folgenden befinden sich Figuren der Heiligen Drei Könige. Von den späten 1930er-Jahren bis 1945 waren entsprechend dem Zeitgeist des Deutschtums zwischenzeitlich zwei der Könige durch Deutsche Reiter ersetzt. In der dritten Etage drehen sich Hirten mit ihren Schafen und darüber Bergleute in Festtracht. Den Abschluss bildet eine Engelschar, über der vier Bronzeglocken installiert sind. Sie lassen durch den Anschlag der sich drehenden Pyramidenflügel die ersten vier Töne des Weihnachtsliedes Stille Nacht, heilige Nacht erklingen.

## Geschichte

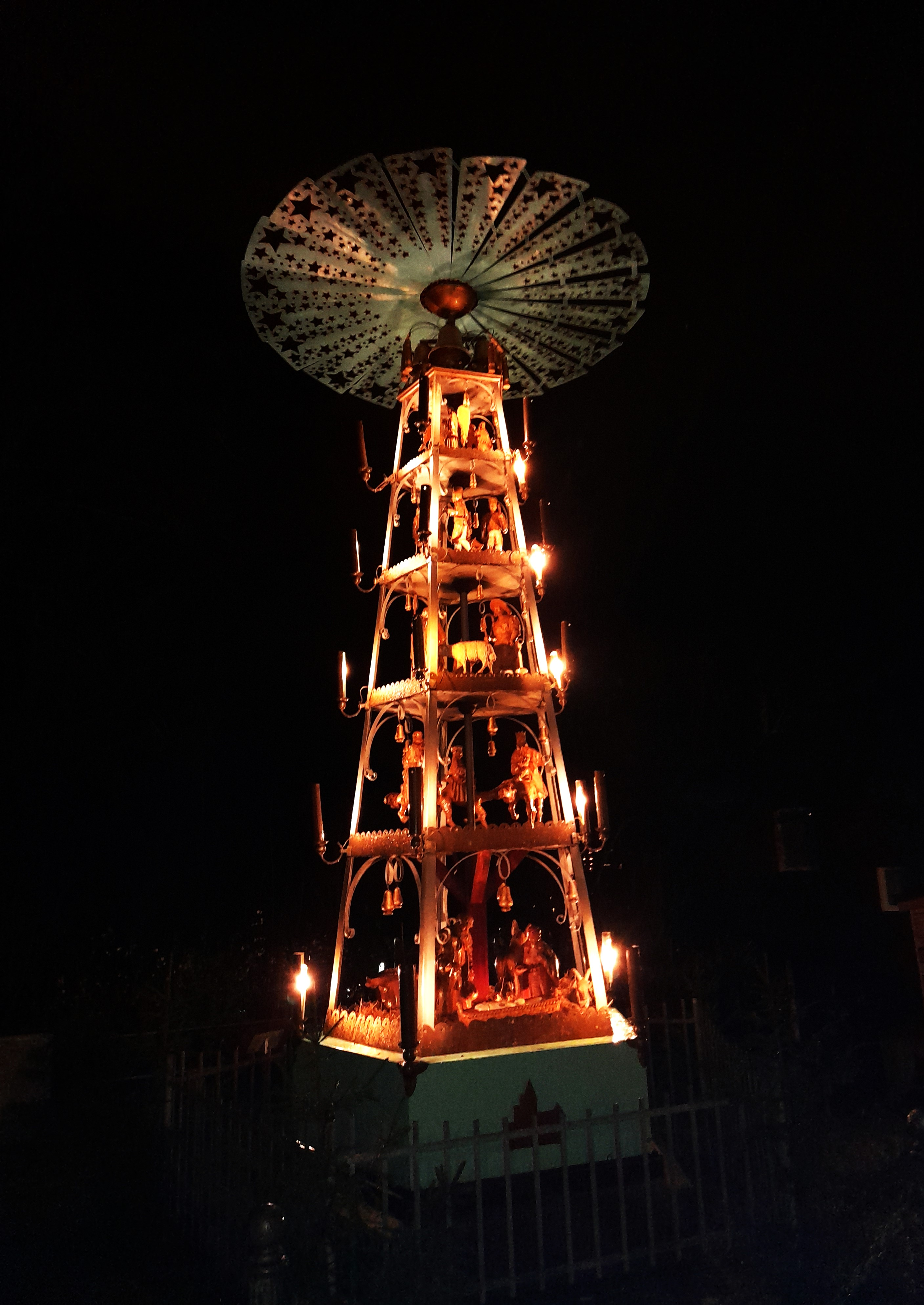
Krauß-Pyramide Schwarzenberg in der Dunkelheit

Zu der von Krauß organisierten Deutschen Krippenschau vom 1. bis 31. Dezember 1934 in Aue wurde sie erstmals der Öffentlichkeit gezeigt. 1935 wurde sie auf der Terrasse des Schwarzenberger Ratskellers aufgestellt. Im Jahr darauf drehte sie sich im Altarraum der St.-Georgen-Kirche. Bei der Feierohmd-Schau vom 28. November 1937 bis 21. Januar 1938 platzierte man sie vor dem heutigen Bertolt-Brecht-Gymnasium. Zu Weihnachten 1938 drehte sie sich auf dem Prager Platz in Dresden, bis sie 1939 einen Platz an der Kreuzung vor den Kraußwerken fand. Zum Schutz vor Kriegseinwirkungen wurde sie 1940 in einer Werkhalle eingelagert. Bei Kriegsende befand sie sich in ihre Einzelteile zerlegt hinter dem Rathaus. Nach der Enteignung von Krauß wurde der Rat der Stadt Eigentümer und verlieh sie 1946 für die 2. Dresdner Weihnachtsmesse zum zweiten Mal in die Elbestadt. 1948 stellte man sie, materiell geschwächt, wieder in Schwarzenberg am Standort Egermannbrücke/Bahnhofsstraße auf. Im Jahr darauf verlieh man sie an die Gemeinde Breitenbrunn. Nach dem Abbau zu Beginn des Jahres 1950 wurde sie im Rathaus eingelagert und vorerst nicht mehr aufgestellt. Im Juli 1954 beschädigte sie ein Hochwasser schwer und machte sie nahezu unbrauchbar. Die Figuren zerfielen.
Nach einer Instandsetzung durch die Schwarzenberger Schnitzergruppe wurde sie in der Adventszeit 1957 erstmals auf dem Schwarzenberger Markt aufgestellt bevor sie 1960 durch einen Wintersturm schweren Schaden nahm und die Figuren aus der Verankerung gerissen wurden. Von Einwohner nach ihrem Verbleib befragt, widmete sich eine Kulturkommission der schadhaften Pyramide und schlug eine Neugestaltung samt neuen Figuren in neuen Motiven vor. Die Heiligen Drei Könige sollten den Figuren Bergmann, Arbeiter und Wismut-Kumpel weichen. Der öffentlich ausgelegte Entwurf von Hans Brockhage fiel bei der Einwohnerschaft jedoch durch. Die Neugestaltung scheiterte an den kalkulierten Kosten für die Fertigung der angedachten Figuren. Für die Rekonstruktion nach altem Vorbild wurden Materialien aus Betrieben bereitgestellt und zahlreiche unbezahlte Arbeitsstunden geleistet. Zeitgleich mit der erstmaligen Gestaltung des Felsens Totenstein als überdimensionaler Weihnachtsberg, wurde die Pyramide 1964 für längere Zeit am Fuß des Felsens aufgestellt.
Mit dem Wechsel des Standorts auf einen Platz vor dem Unteren Tor 1996 war eine Erneuerung der Figuren verbunden, die im Lauf der Zeit mehrfach überlackiert worden und stark beschädigt waren und ihre ursprüngliche Farbgebung verloren hatten. Peter Paul Brockhage fertigte originalgetreue Kopien aller Figuren an. Die Originale werden im Museum ""Perla Castrum" auf Schloss Schwarzenberg aufbewahrt. Zuletzt wurden 2009 die Beleuchtung und weitere elektrische Bauelemente durch Mitarbeiter der Stadtwerke Schwarzenberg GmbH neu verkabelt. Zudem sorgen die Stadtwerke für den Anschluss und die Inbetriebnahme der Pyramide und die Beleuchtung und die Beschallung zum jährlichen Pyramidenanschieben. Die "Paul-Lang-Krippe" im Eigentum des Stadt Schwarzenberg wird mit originalgetreuen Kopien aller Figuren der Krauß-Pyramide in der Advents- und Weihnachtszeit als Leihgabe in der St.-Wolfgangs-Kirche in Schneeberg gezeigt.

## Figuren

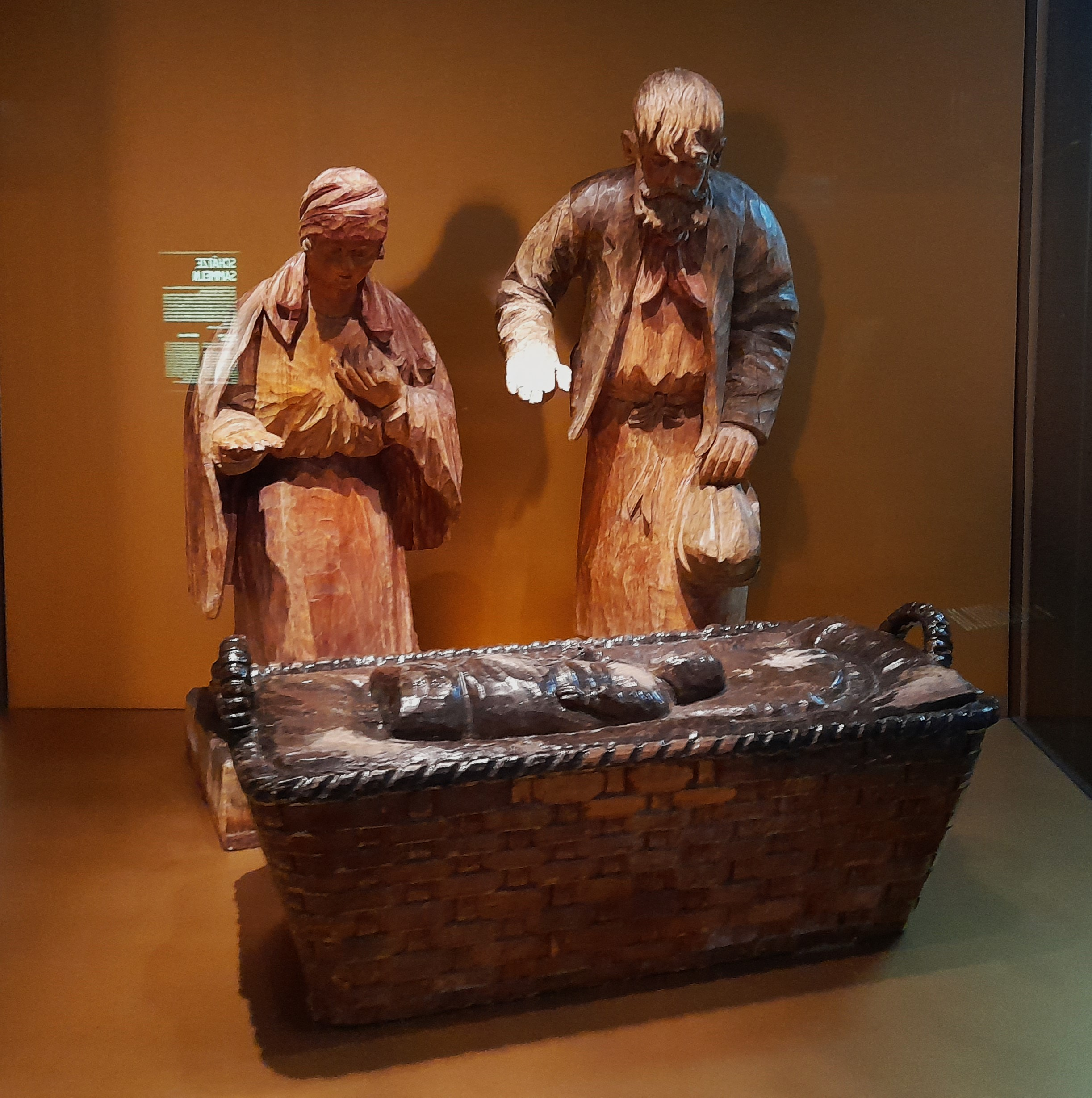
Krauß-Pyramide Schwarzenberg, Heilige Familie (Originalfiguren im Museum PERLA CASTRUM)
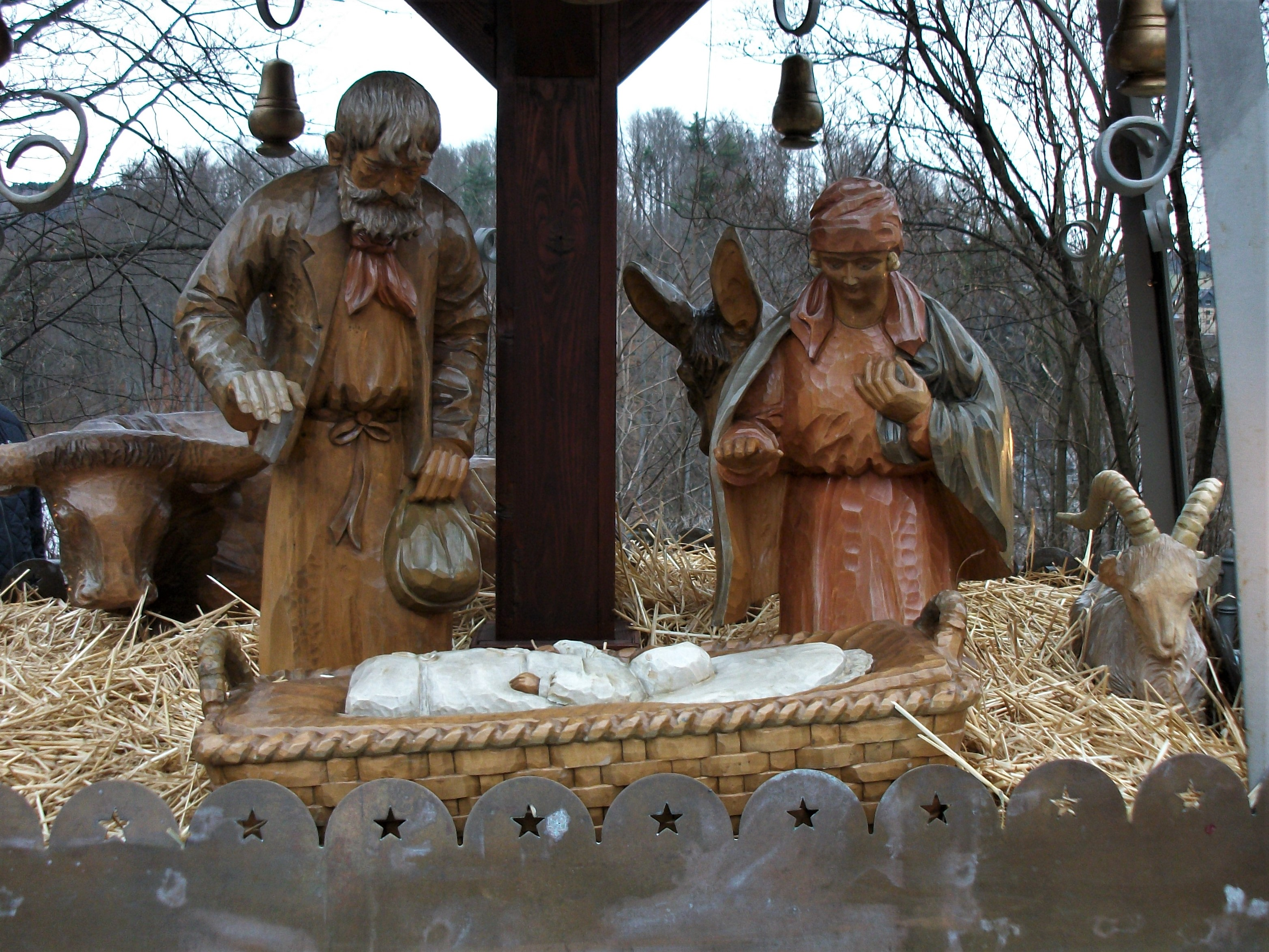
Krauß-Pyramide Schwarzenberg, Heilige Familie
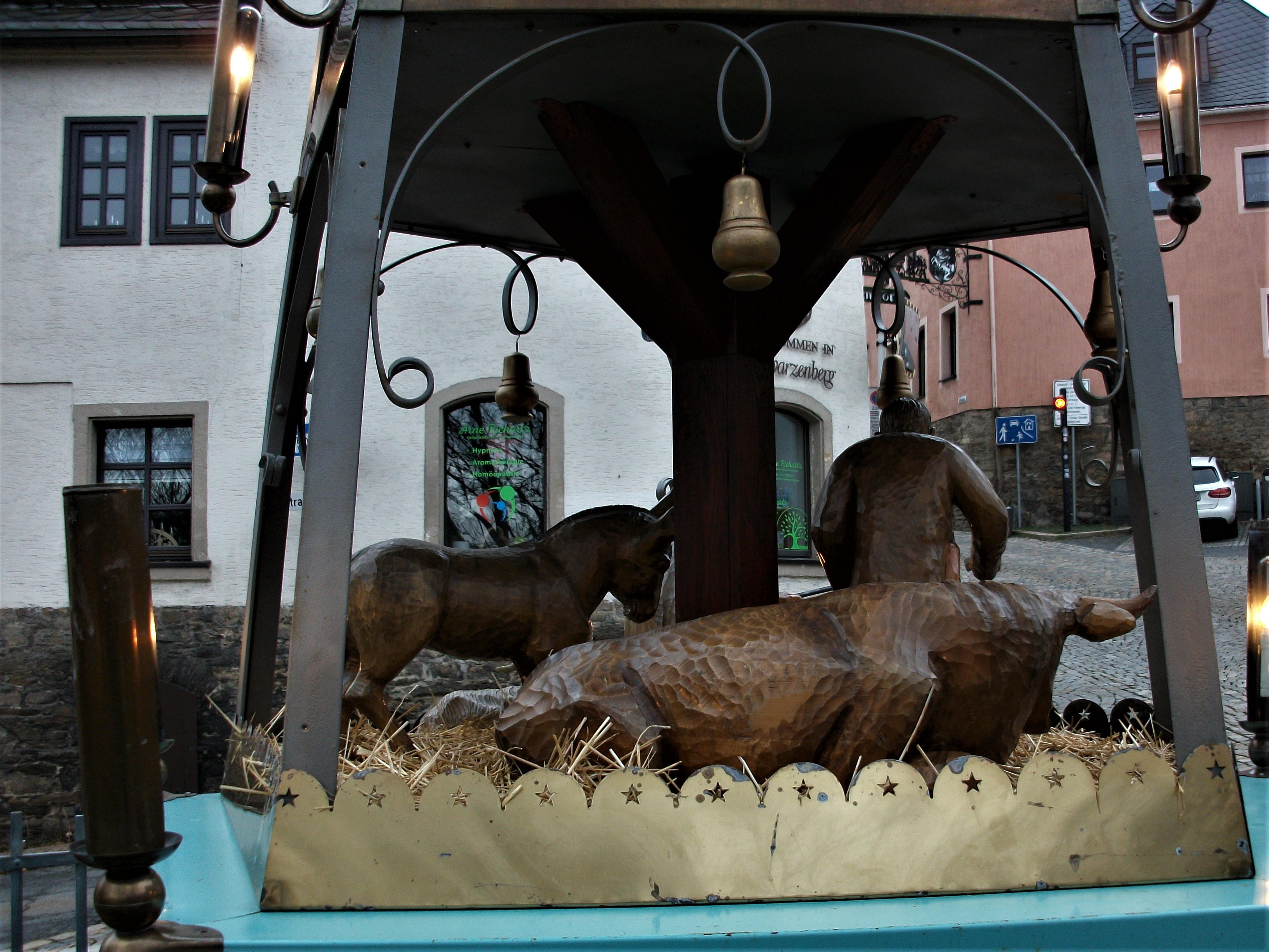
Krauß-Pyramide Schwarzenberg, Stalltiere
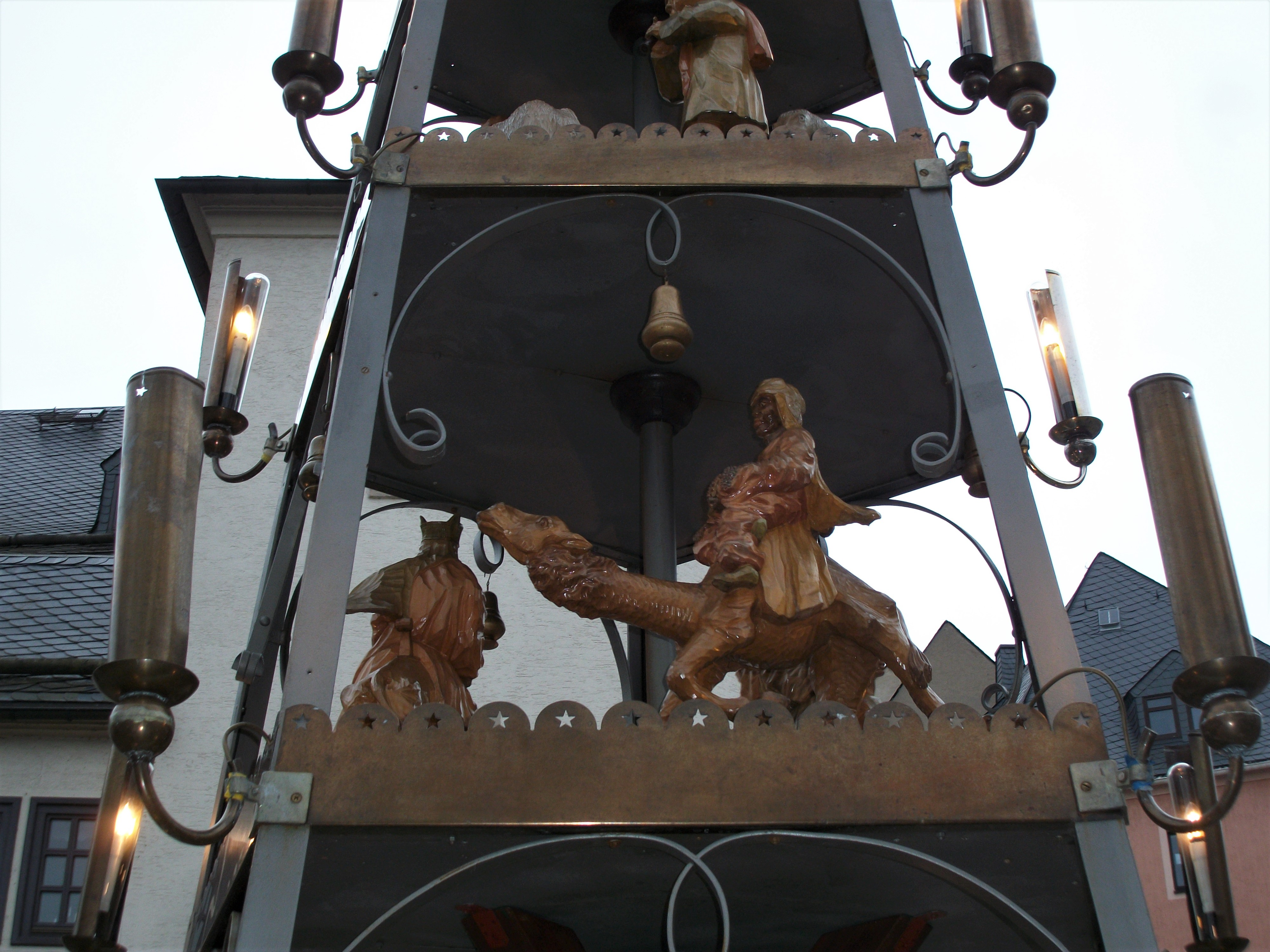
Krauß-Pyramide Schwarzenberg, Drei Könige
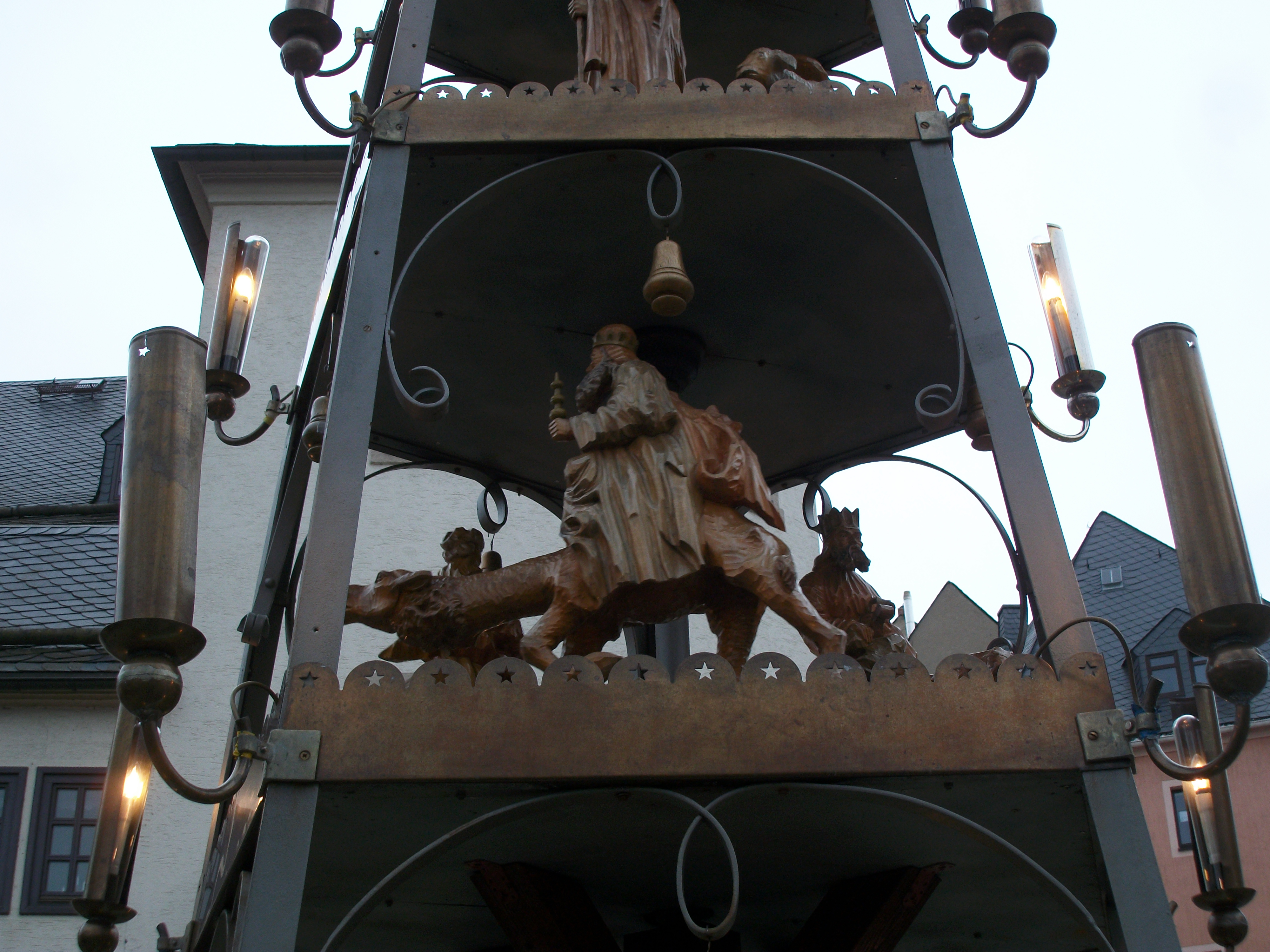
Krauß-Pyramide Schwarzenberg, Drei Könige
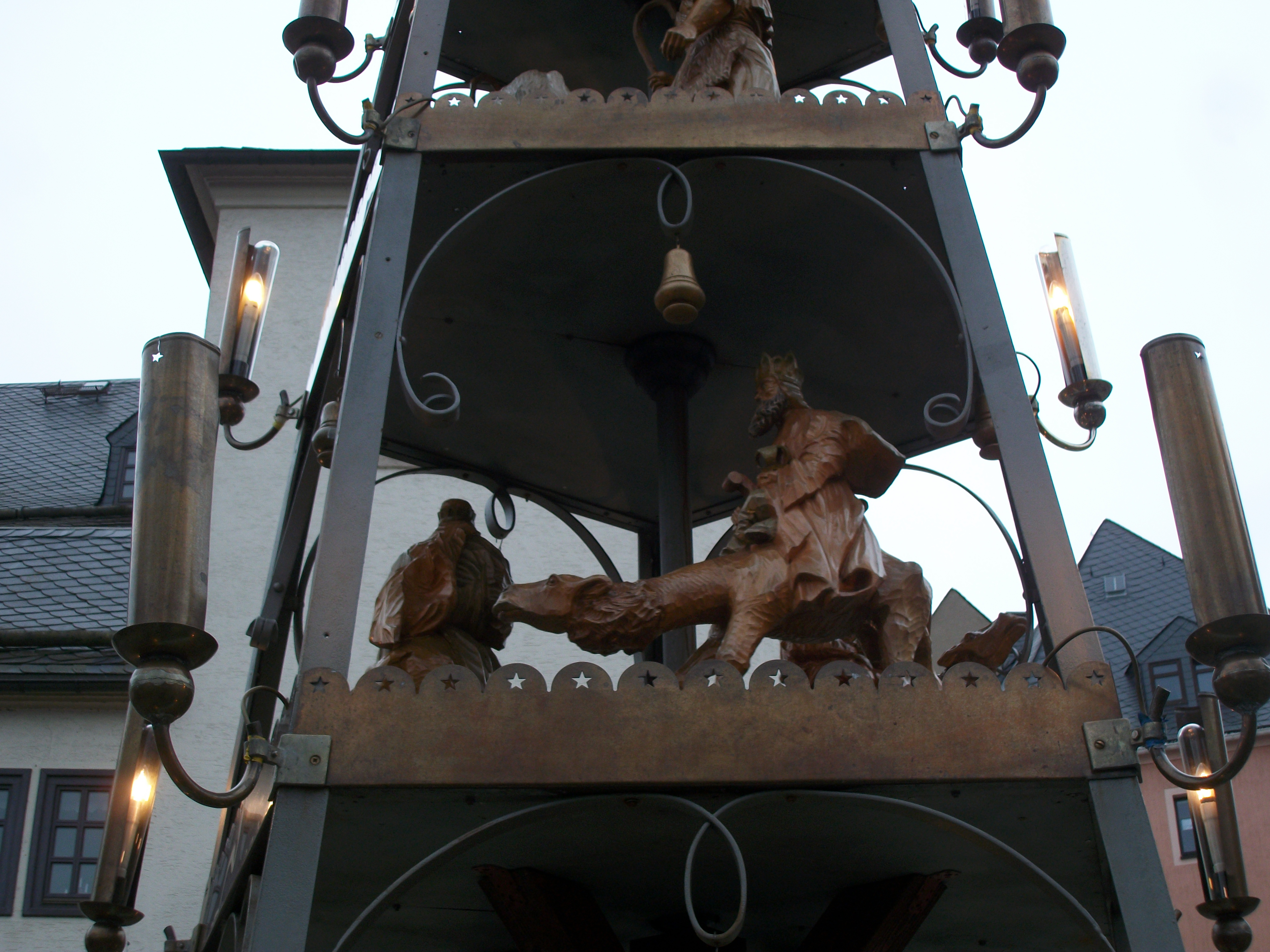
Krauß-Pyramide Schwarzenberg, Drei Könige
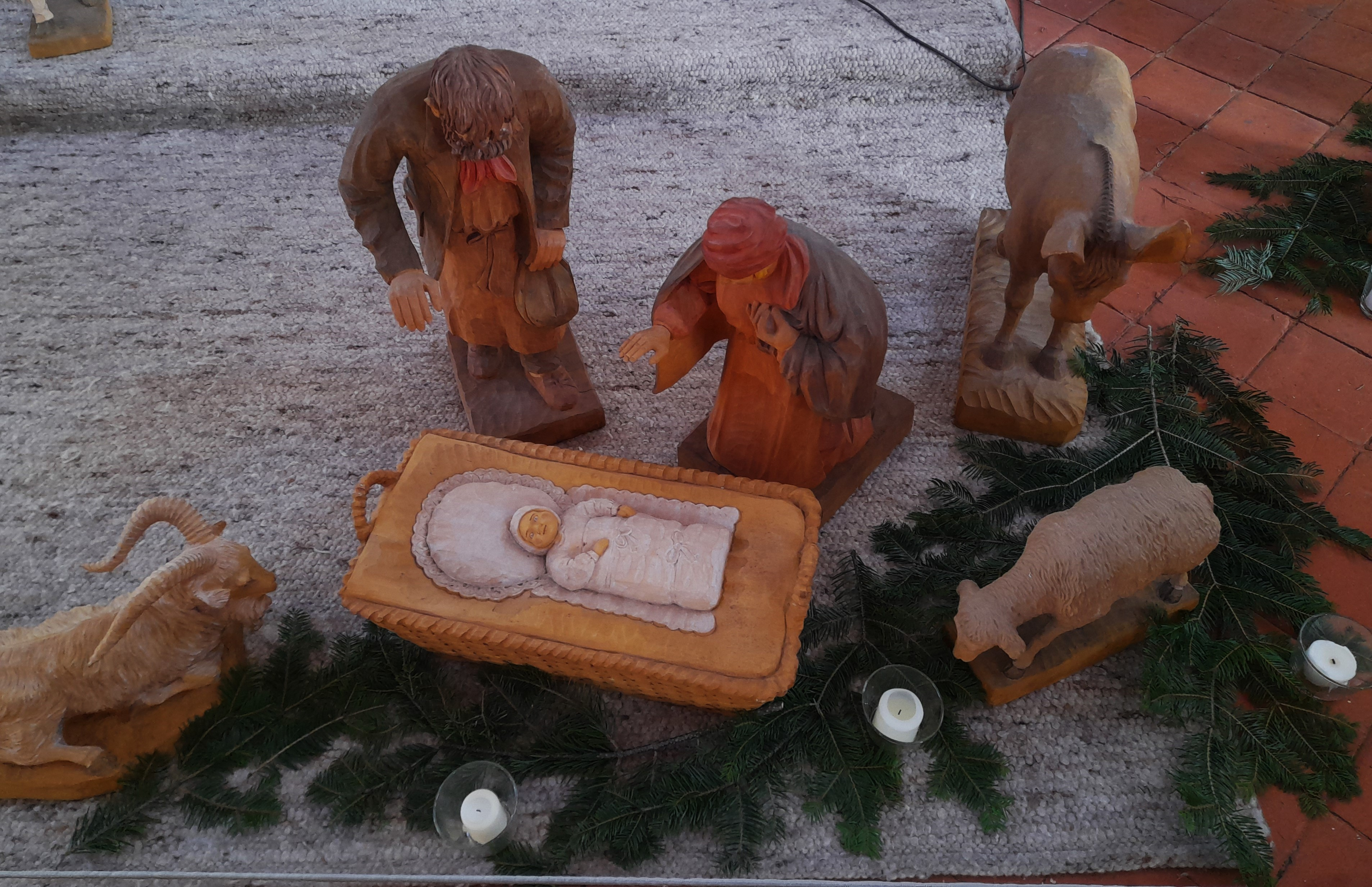
Paul-Lang-Krippe, Heilige Familie
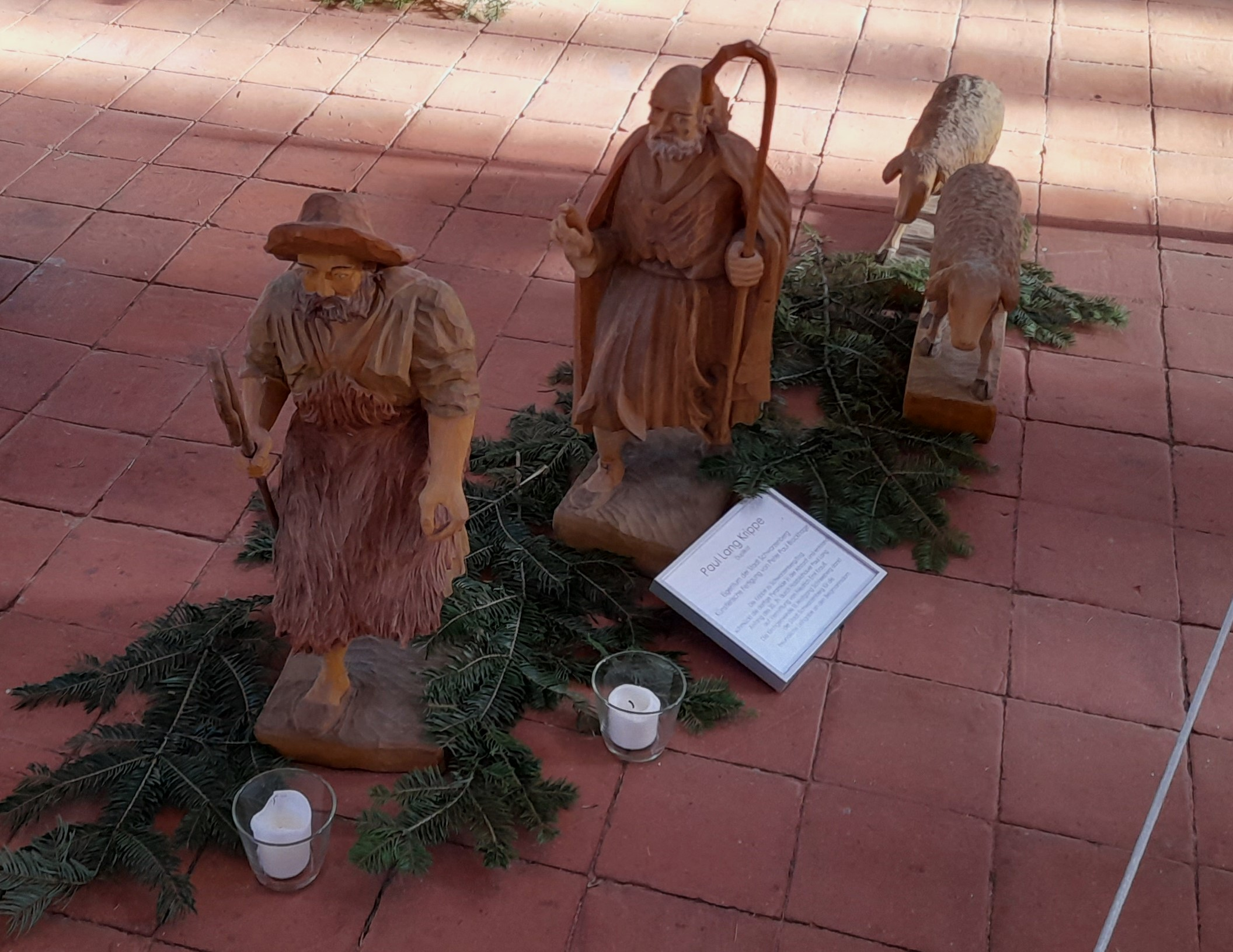
Paul-Lang-Krippe, Hirten
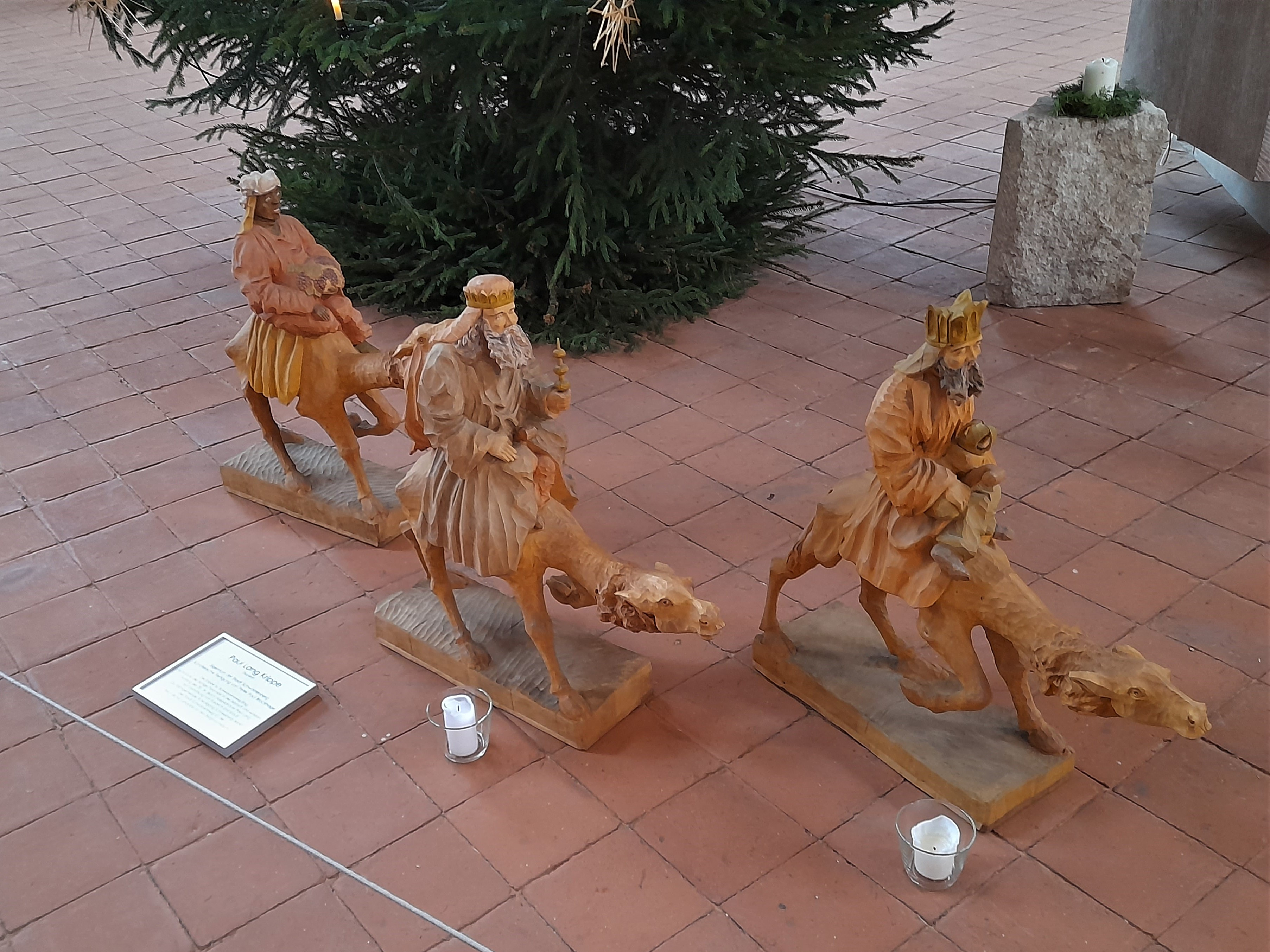
Paul-Lang-Krippe, Drei Könige
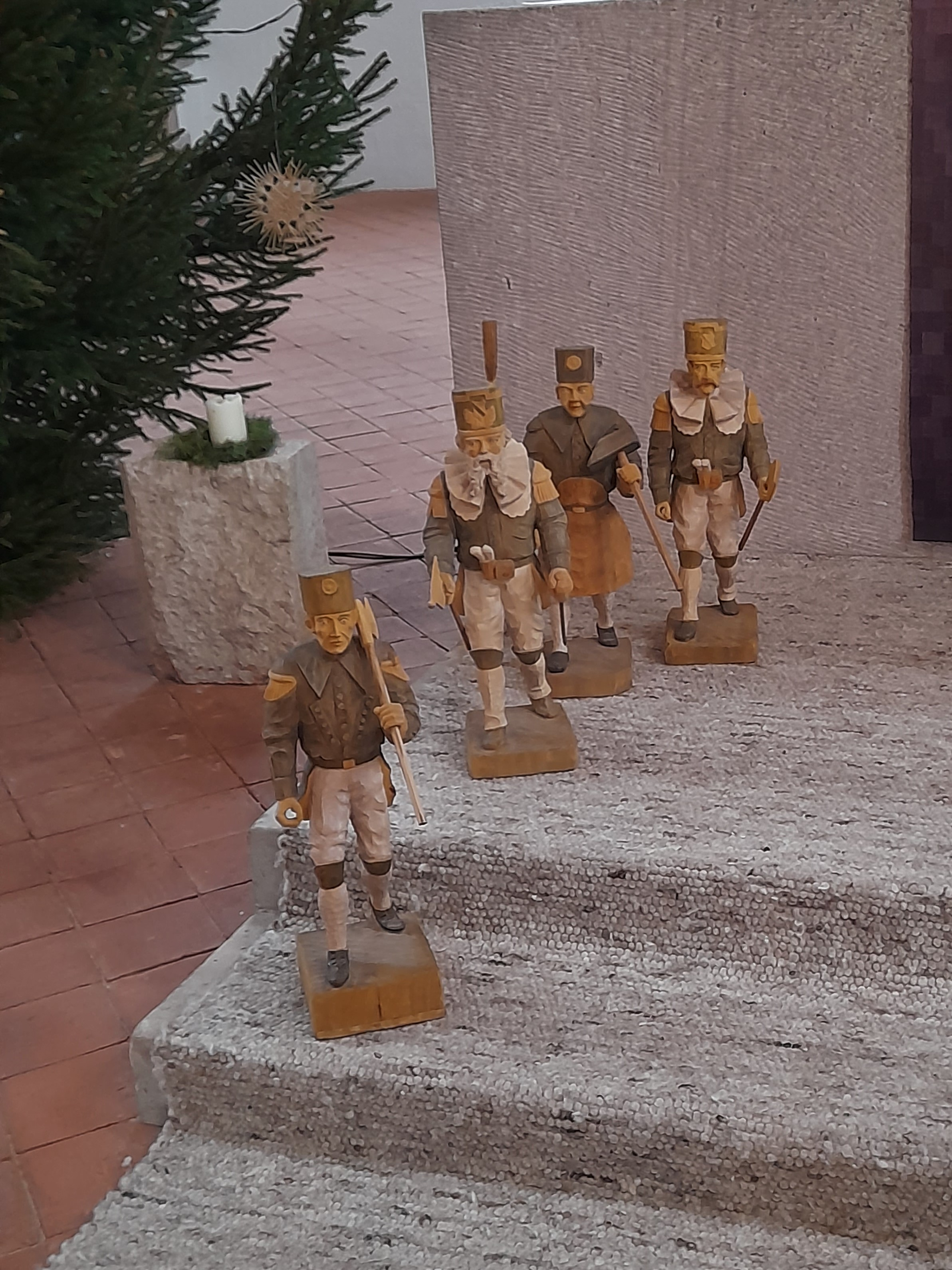
Paul-Lang-Krippe, Bergleute
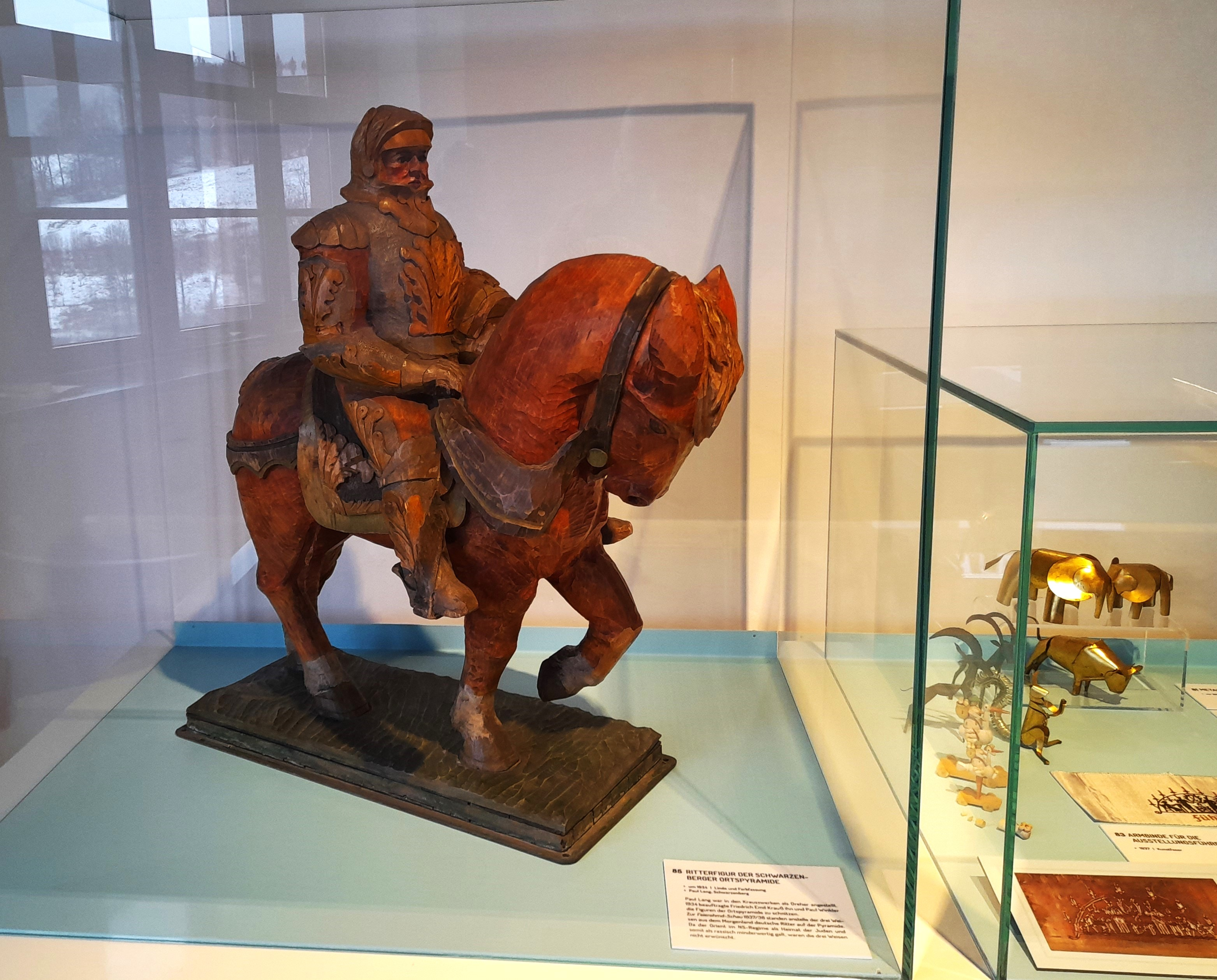
Krauß-Pyramide Schwarzenberg, Deutscher Reiter (Originalfigur im Museum PERLA CASTRUM)